# François-Louis Claude Marin
Pour les articles homonymes, voir Marin.
François-Louis Claude Marini, dit Marin, né à La Ciotat le 6 juin 1721 et mort à Paris le 7 juillet 1809, est un homme de lettres, éditeur, journaliste et censeur royal français.

## Biographie

### L'homme de lettres
« D'abord enfant de chœur, puis organiste à l'église paroissiale de sa ville natale, il embrassa l'état ecclésiastique, et vint vers 1742 à Paris, où il débuta par une Dissertation sur la Fable (1745, in-quarto). ». Il trouva une place de précepteur auprès de la comtesse de Rosen pour qui il composa une Pastorale (Colmar, 1749, in octo).  Ses talents de courtisan lui permirent de devenir avocat au parlement de Paris. Il composa un traité d'éducation, l'Homme aimable, portrait idéal du gentilhomme, d'une « monotonie insoutenable ».
Adversaire résolu du « parti philosophique », il est l'auteur d'une Lettre de l'homme civil à l'homme sauvage (Amsterdam, 1763), ouvrage polémique dirigé contre les écrits de Jean-Jacques Rousseau dont il avait déjà brocardé Le Devin du village. On lui doit aussi des ouvrages qui versent dans l'orientalisme, comme l'Histoire de Saladin Sultan d'Égypte et de Syrie (1758), à la bonne réputation.
Il obtient le privilège de la Gazette de France de 1771 à 1774. Ses adversaires lui prêtent des ateliers de nouvelles à la main et selon un néologisme du temps, des « marinades »,  articles plats et sans relief. Nommé censeur royal, il dirigeait parallèlement le bureau de la Librairie.

### Le censeur et l'homme d'Académie
Son Histoire de Saladin, dédiée à Louis Phélypeaux de Saint-Florentin, lui permit d'obtenir la charge de censeur, où il seconde  Crébillon fils. En 1763, lors de la nomination de Sartine à la direction de la police de la Librairie, il en devient secrétaire général.
Critique et censeur redoutable et redouté, bien en Cour, Marin devint un homme incontournable dans le monde des lettres. Voltaire juge qu'il « joint à ses talents le mérite de rendre continuellement service aux gens de lettres » et lui apporta ainsi son soutien pour un siège à l'Académie de Marseille (lettre à Duclos, 22 décembre 1770) mais n'hésite pas à le qualifier avec humour, de « monstre marin ».

### L'affaire Goëzman
Il assista  Louis Valentin Goëzman dans l'affaire du même nom et rédigea des Mémoires judiciaires contre Beaumarchais à l'occasion, sans doute pour recueillir les bonnes grâces du chancelier Maupeou son protecteur.  Mais les réponses de Beaumarchais dans son Quatrième mémoire (Paris, 1774) le vouèrent à l'opprobre générale. Adressant une supplique à  Dieu, dans le genre comique, le père de Figaro affirme qu'« il suffit d'être accusé par lui pour être présumé honnête, son protégé pour être à bon droit suspect : donne-moi Marin. » 
Outre ce morceau de bravoure, un bon mot de Beaumarchais devait rester dans les annales. Marin était provençal et prisait le régionalisme qu'es-aco - qu'est-ce ceci ? - dont au dire de son adversaire, il abusait. Son mot favori, qui conclut la diatribe adressée par Beaumarchais, devint son sobriquet et gagnant les faveurs de la Cour, de la  Dauphine et des marchandes de mode, en vint à désigner une coiffure en vogue à la fin du siècle, le bonnet qu'es-aco .
Au-delà, le public et les gens de lettres s'emparèrent du gazetier habilement tourné en ridicule et  Taconet, auteur et acteur du théâtre Nicolet, glissa dans une de ses pièces pour y faire allusion : « Les marins ne sont pas faits pour être sur terre ».

### Retour au “pays” natal
« Assailli de quolibets », Marin connut la disgrâce et se vit retirer ses places de censeurs de la Librairie, de la Police et des Théâtres. Mais profitant d'une certaine aisance matérielle, il se retira dans son pays natal où il acheta une charge de lieutenant-général de l'amirauté et composa une Histoire de la Ciotat (1782) et un Mémoire sur l'ancienne ville de Tauroentum.
On conserve quelques traces de son activité littéraire de 1794 à 1796, notamment sa correspondance avec  Goupilleau de Montaigu, l'ancien conventionnel alors en mission dans la région, où l'on apprend les liens de respect mutuel qui le lient à  l'abbé Barthélemy, auteur du  Voyage du jeune Anacharsis en Grèce (1788) .
Après la Révolution, il regagna Paris où il mourut âgé de quatre-vingt ans, « doyen des gens de lettres ».